# Трубников, Иван Ефимович
Иван Ефимович Трубников — советский хозяйственный, государственный и политический деятель.

## Биография
Родился в 1921 году в селе Липовчик. Член КПСС.
С 1947 года — на хозяйственной, общественной и политической работе. В 1947—1983 гг. — дежурный по станции Новосибирск-Пассажирский, начальник станции Новосибирск-Пассажирский, руководитель Новосибирского отделения Томской железной дороги, заместитель начальника Томской железной дороги, заместитель начальника, начальник Западно-Сибирской железной дороги.
Избирался депутатом Верховного Совета СССР 10-го созыва.
Умер в Новосибирске в 1999 году. Похоронен на Заельцовском кладбище.